# 謀略軌道 新幹線最終指令
『謀略軌道 新幹線最終指令』（ぼうりゃくきどう しんかんせんさいしゅうしれい）は、日本の小説家北上秋彦が著した、新幹線を題材とした長編推理小説。
映画『新幹線大爆破』と同様の設定であるが、当時はなかった東北新幹線が東海道新幹線や山陽新幹線の路線を走り、新幹線の乗客の間に疫病らしき症状が発生し、さらに新幹線を止めようと企てる謎の組織の妨害をJR各社社員が協力して乗り越えるなど、プロットにはさまざまな趣向が凝らされている。

## あらすじ
盛岡発東北新幹線やまびこ4号は、盛岡駅に到着した秋田発秋田新幹線こまち4号を併結すると、定刻通り東京へ出発した。間もなく、都内のJR東日本本社に脅迫電話がかかってきた。電話の主は、やまびこ4号に爆弾を仕掛けたと告げる。その爆弾は列車の速度が時速100km以下になると爆発する仕組みであると言い、直後、停車駅を前に減速したはつかり号のトイレ内で爆弾が爆発して乗客1名が死亡する。しかしやまびこ・こまち4号の爆弾はさらに強力で多数の死者が出るだろうという。爆弾犯人は政府に対し、多額の「身代金」をブリュッセルと北朝鮮の銀行口座に振り込むよう指示するが、折しもこの日は土曜日であり金融機関は休みである。やまびこ・こまち4号はぎりぎりまで速度を下げつつ、ホームから客が避難した仙台駅を通過し、着実に終点の東京駅へ迫る。政府が身代金の用意を渋る中、警察は別の新幹線をやまびこ・こまち4号と併走させ、両方の窓ガラスを割って梯子をかけ、警官数名を車両内に送り込む。同時に報道機関のヘリコプターに依頼して鉄橋を渡る車両の写真を撮影し、内部と外観から爆弾を探す。そうした警察とは別に、公安警察もまた事件に関わってくる。いっぽうでJR東日本は時間稼ぎのために、東京駅構内で隣り合っている東北新幹線と東海道新幹線の線路をつなぎ、やまびこ・こまち4号を博多駅まで走らせることを計画する。幸い、やまびこ4号はE2系のうち、長野新幹線対応の為に周波数切替装置を備えたJ編成で、東海道新幹線の周波数60Hzの電力（東北新幹線は50Hz）でも走行できる車両であった。新しい路線へ渡る際に自動列車制御装置（ATC）が強制的に列車を停止させる危険があったものの、他に方法はなかった。JR東日本は、JR東海とJR西日本へ協力を要請し、3社の社員が突貫工事で線路をつないだところへ、やまびこ・こまち4号が入線してくる。

## 書誌情報
- 新書版：角川書店、1998年、ISBN 4047881317。
- 文庫版：角川文庫 2018年 ISBN 4041065852

## 備考
- 発刊当時、東北新幹線はやて号はまだなかったため、こまち号はやまびこ号と併結されている。
- 北朝鮮への振り込みは、当時実際に唯一北朝鮮への送金業務を行なっていた足利銀行が担当する設定となっている。他の銀行は仮名にされている。